# Automatisation de test
L'automatisation de test permet de jouer à volonté des tests de régression à la suite de la livraison d'une nouvelle version d'une application.
L'automatisation d'un test n'a de sens que si le test répond à un certain nombre de critères :
- le test est systématique : il doit être exécuté à chaque nouvelle version de l'application ;
- le test est répétitif : il est présent dans de nombreux scénarios de test ;
- le test est automatisable : il est possible techniquement de faire jouer le test par un robot.

Plusieurs éditeurs proposent à ce jour des robots de tests.  

## Test d'environnement graphique (GUI)
La plupart des outils d'automatisations de tests permettent d'enregistrer et de restituer les actions effectuées par l'utilisateur. Cette approche peut être appliquée à la plupart des applications graphiques. 